# Raphaël Ahumada
Raphaël Ahumada Ireland, född 20 maj 2001, är en schweizisk roddare.

## Karriär
I augusti 2022 vid EM i München tog Ahumada brons tillsammans med Jan Schäuble i lättvikts-dubbelsculler. I maj 2023 tog de sitt första EM-guld tillsammans vid EM i Bled. I september 2023 vid VM i Belgrad tog de silver tillsammans i lättvikts-dubbelsculler.
I april 2024 vid EM i Szeged tog Ahumada och Jan Schäuble sitt andra EM-guld tillsammans i lättvikts-dubbelsculler.